# Список графов Женевы
Список правителей Женевского графства

## Женевский дом
Ориентировочная генеалогия:
- ?-901 : Ратберт (870/880—901)

В серебряном щите — синяя лента и два льва того же цвета. Герб Аймона I

В золотом поле — четыре равновеликие лазуревые части. Окончательный герб начиная с Аймона II

- ?-932 : Альбициус (900—931/932), сын предыдущего
- ?-963 : Конрад I Женевский (930—ок. 963), сын предыдущего
- ок.963-974 : Роберт Женевский (ум. 974), сын Конрада I
- 974—1001 : Альберт Женевский, брат Роберта

Известная генеалогия :
- 1001-ок.1023 : Герольд I Женевский (ум. ок. 1023), внук Альберта. Граф Вьенский, Морьенский и Женевский
- ок.1023-ок.1080 : Герольд II Женевский (иногда назывался Кононом, ум. ок. 1080), сын предыдущего
- ок.1080-1128 : Аймон I Женевский, сын предыдущего
- 1128—1178 : Амадей I Женевский, сын предыдущего
- 1178—1195 : Вильгельм I Женевский, сын предыдущего
- 1195—1220 : Гумберт Женевский, сын предыдущего
- 1220—1252 : Вильгельм II Женевский, брат предыдущего
- 1252—1265 : Рудольф Женевский (ок. 1220—1265), сын предыдущего
- 1265—1280 : Аймон II Женевский (ум. 1280), сын предыдущего
- 1280—1308 : Амадей II Женевский (ум. 1308), брат предыдущего
- 1308—1320 : Вильгельм III Женевский (1286—1320), сын предыдущего
- 1320—1367 : Амадей III Женевский (ок. 1311—1367), сын предыдущего
- 1367—1367 : Аймон III Женевский (ум. 1367), сын предыдущего
- 1367—1369 : Амадей IV Женевский (ум. 1369), брат предыдущего
- 1369—1370 : Иоанн Женевский (ум. 1370), брат предыдущего
- 1370—1392 : Пётр Женевский (ум. 1392), брат предыдущего
- 1392—1394 : Роберт III (1342—1394), брат предыдущего, авиньонский антипапа под именем Климента VII

## Туарско-Вилларский дом

Шесть золотых и алых лент.

- 1394—1400 : Гумберт VII Туарский и Вилларский (ум. 1400), сын Гумберта VI, синьора Туара и Виллара, и Марии Женевской (дочери Амадея III)
- 1400—1401 : Одон Вилларский и Туарский

В 1401 Одон продаёт Женевское графство Амадею VIII, герцогу Савойскому, но его наследники оспаривают у Амадея владение графством. Только в 1424, после 23 лет битв и судов, Амадей VIII выкупает у всех претендентов все права на Женевское графство.

## Савойский дом
С 1424 Женевское графство принадлежит Савойским герцогам за исключением периодов, когда оно отдаётся в апанаж младшим сыновьям Савойского дома.
- 1424—1434 : Амадей VIII (1383—1451), герцог Савойский
- 1434—1444 : Филипп Савойский (1417—1444), сын предыдущего, герцог-апанажист
- 1444—1460 : Людовик I (1413—1465), герцог Савойский, брат предыдущего
- 1460—1482 : Людовик Савойский (1436—1482), сын предыдущего, граф-апанажист и король Кипрский
- 1482—1491 : Янус Савойский (1440—1491), брат предыдущего, граф-апанажист
- 1491—1496 : Карл II (1489—1496), герцог Савойский, правнук Людовика I
- 1496—1497 : Филипп II «Безземельный» (1438—1497), герцог Савойский, двоюродный дедушка предыдущего, сын Людовика I
- 1497—1504 : Филиберт II «Красивый» (1480—1504), герцог Савойский, сын предыдущего
- 1504—1514 : Карл III «Добрый» (1486—1553), герцог Савойский, брат предыдущего
- 1514—1533 : Филипп Савойский-Немурский (1490—1533), граф-апанажист Женевский и брат предыдущего
- 1533—1585 : Жак Савойский-Немурский (1531—1585), герцог Женевский в 1564, сын предыдущего
- 1585—1595 : Карл-Эммануил Савойский-Немурский (1567—1595), сын предыдущего
- 1595—1632 : Генрих I Савойский-Немурский (1572—1632), брат предыдущего
- 1632—1641 : Людовик Савойский-Немурский (1615—1641), сын предыдущего
- 1641—1652 : Карл-Амадей Савойский-Немурский (1624—1652), брат предыдущего
- 1652—1659 : Генрих II Савойский-Немурский (1625—1659)
- 1659—1724 : Мария-Джованна-Батиста Савойская-Немурская (1644—1724), дочь Карла-Амадея
замужем за Карлом-Эммануилом II Савойским (1634—1675), герцогом Савойским и князем Пьемонта

Затем Женевское графство вошло в состав Савойского герцогства.